# Chris Pichler

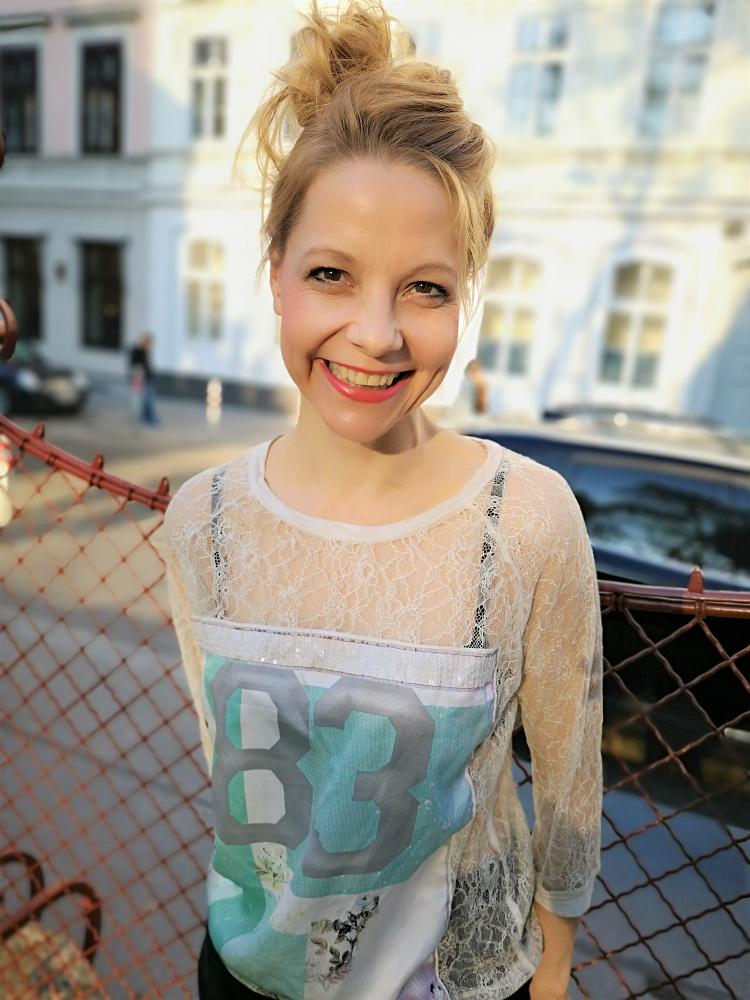
Chris Pichler

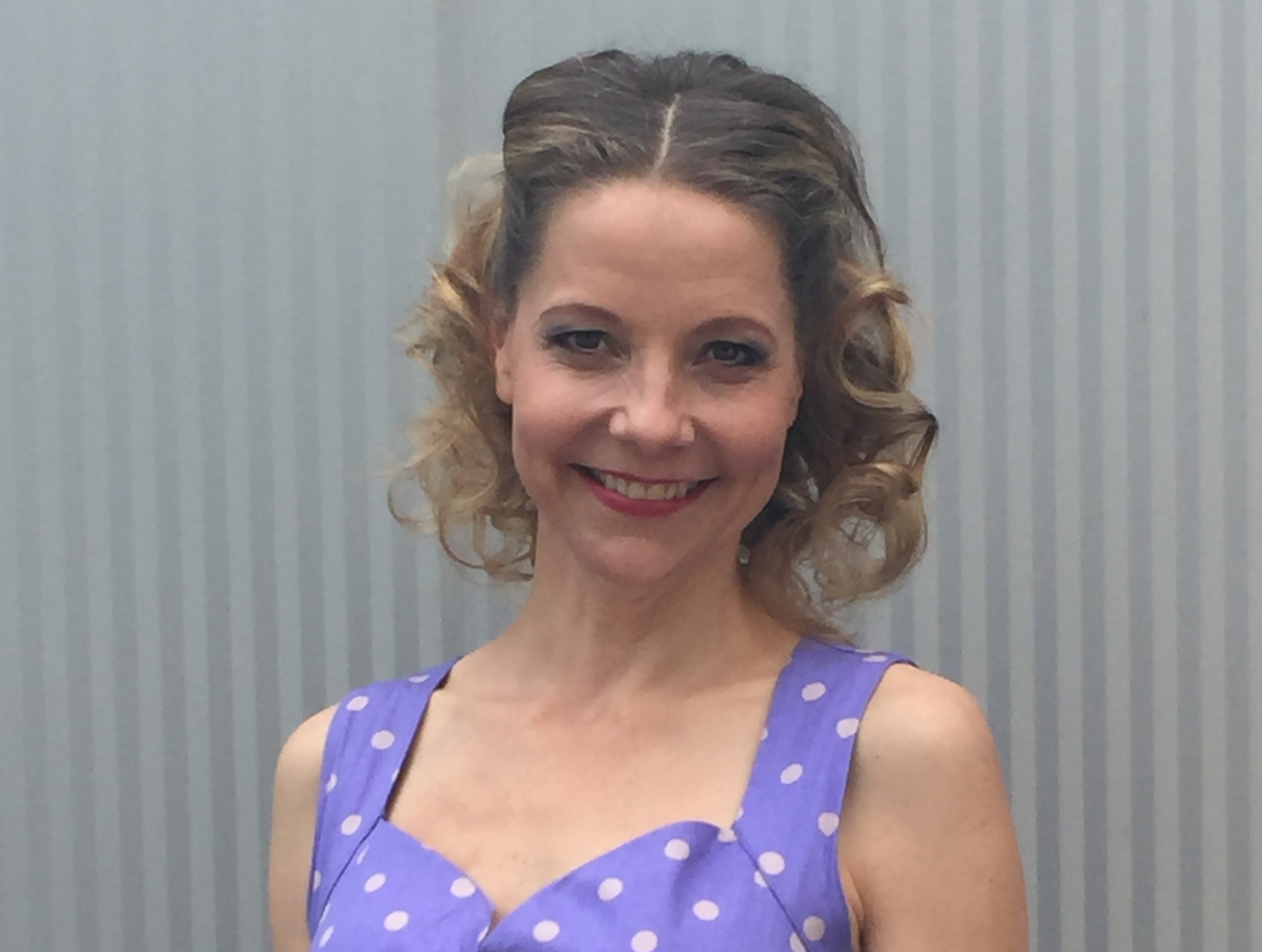
Chris Pichler

Chris Pichler (* 8. Jänner 1969 in Linz, Österreich) ist eine österreichische Schauspielerin, Sängerin, Sprecherin, Regisseurin und Autorin.

## Leben
Chris Pichler begann nach der Matura zunächst ein Studium der Landschaftsökologie, von 1989 bis 1992 studierte sie an der Musik und Kunst Privatuniversität der Stadt Wien (die MUK). Nach ihrem Abschluss wurde sie durch die TV-Aufzeichnung ihres Theaterdebüts „Kalte Hände“ von Thomas Baum am Linzer Theater Phönix als missbrauchte Tochter Sonja und ihrer Rolle „Kathi“ im Mehrteiler Der Salzbaron in der Regie von Bernd Fischerauer bekannt. Nach zahlreichen Film- und Fernsehproduktionen, u. a. Der Nachbar (Kino, Regie: Götz Spielmann), Dr. Schwarz und Doktor Martin, Schlosshotel Orth, Kommissar Rex und Der Winzerkönig, ging sie ans Deutsche Nationaltheater in Weimar, dann ans Wiener Volkstheater, spielte auch bei den Festspielen Reichenau, am Theater in der Josefstadt in Wien, am Schauspiel Frankfurt, dem Berliner Ensemble, am Hans Otto Theater Potsdam und schließlich am Schauspiel Dortmund.
Ihre weiteren Theatererfolge feierte sie als Gretchen in Goethes „Urfaust“ unter der Regie von Manfred Karge im Kunstfest Weimar (1993/94) und als Lena in Büchners „Leonce und Lena“. Sie spielte mit 24 Jahren die Titelrolle in Goethes „Iphigenie“ in Katja Parylas Regie und in der langjährigen Sommernachtsinszenierung von Leander Haußmann am DNT Weimar. Dort arbeitete sie mit Regisseuren wie Horst Schönemann, Michael Gruner, Amelie Niermeyer und Günther Beelitz.
Seit 2006 entwickelte sie Soloprogramme wie Romy Schneider – Zwei Gesichter einer Frau, ein aus Briefen, Texten und Tagebüchern von Romy Schneider zusammengestellter Soloabend, der im RadioKulturhaus Wien seinen Ausgang nahm und mit dem sie seither europaweit gastiert. Chris Pichlers erster Soloabend wurde als Hörspiel und Hörbuch produziert, wofür sie den ORF Hörspielpreis Schauspielerin des Jahres 2008 erhielt. Anlässlich des Linz 09-Jahres spielte sie am 27. Februar 2009 bei einem der Kunstprojekte Jackie (Jacqueline Kennedy Onassis) im gleichnamigen Stück von Elfriede Jelinek im Linzer Posthof. Für die Inszenierung und Darstellung wurde sie mit dem Kulturhauptstadtpreis 09 geehrt. Chris Pichler entwickelte weitere Soloabende, wie „Molly Bloom“ von James Joyce und war 2012 erneut am Theater in der Josefstadt mit der Uraufführung ihres Solos „Ich –  Marilyn“.
2002 war Chris Pichler erstmals als Lina Loos bei den Festspielen Reichenau zu sehen und seit 2012 regelmäßig, unter anderem in Schnitzlers Reigen und Das weite Land sowie Die Stützen der Gesellschaft von Ibsen. Bei Kafkas Prozess, Amok und Brennendes Geheimnis von Stefan Zweig war sie die weibliche Protagonistin. Ihr komödiantisches Talent zeigte sie 2016 bei Nestroys Liebesgeschichten und Heiratssachen. Anlässlich des 30-jährigen Jubiläums 2018 spielte und sang sie in der Revue Schau'n Sie sich das an von Farkas. „Chris Pichler gelingen mit Liedern wie „Ich bin eine Dirne“ oder auch „Klassisches Abenteuer“ wahre Kunststücke.“ (Auszug Kritik Kurier)
Im Landestheater Niederösterreich war sie in der Spielzeit 2008/2009 als Josefine in Die Ortliebschen Frauen von Franz Nabl zu sehen.
Für Warja in Chekhovs „Kirschgarten“ holte Uwe Eric Laufenberg neben Angelica Domröse Chris Pichler 2009 ans Hans Otto Theater Potsdam.
Im Wagner Jubiläumsjahr 2013 gab sie Cosima Wagner in der Theaterfassung von Reinhardt Baumgart „Wahnfried – Bilder einer Ehe“ (Regie: Jan Steinbach).
2014 begann ihre Kooperation mit dem Staatstheater Wiesbaden, für das sie neben ihrer Ensembletätigkeit auch musikalische Konzepte entwickelte, z. B. „Mozarts Frauen“ und auch für die „Internationalen Maifestspiele“: „Venezianische Märchen“ (2016), „Das hat mit ihrem Singen die Loreley getan“ (2018) sowie das „Making of: Wie Shakespeare zu Romeo und Julia kam“ (2018) und zuletzt „Amadeus! Wolfgang in Deutschland, Amadeo in Italien de Mozartini“ (2019). 2020 nahm Chris Pichler im Rahmen des Ersatzprogrammes während der COVID-19-Pandemie wieder an den Internationalen Maifestspielen teil, und zwar mit Tristan und „Bekenntnisse der Frau Schnaps – Beethovens Haushälterin“. Dass das Staatstheater Wiesbaden als eines der ersten Theater Europas eröffnete, war der New York Times einen Artikel wert. Ebenfalls am Staatstheater Wiesbaden spielt Chris Pichler seit 2015 Laura Cheveley, eine der Hauptrollen in der Komödie „Der ideale Ehemann“, und inszenierte hier 2017 ihre erste Oper „La Giuditta“ von Alessandro Scarlatti.

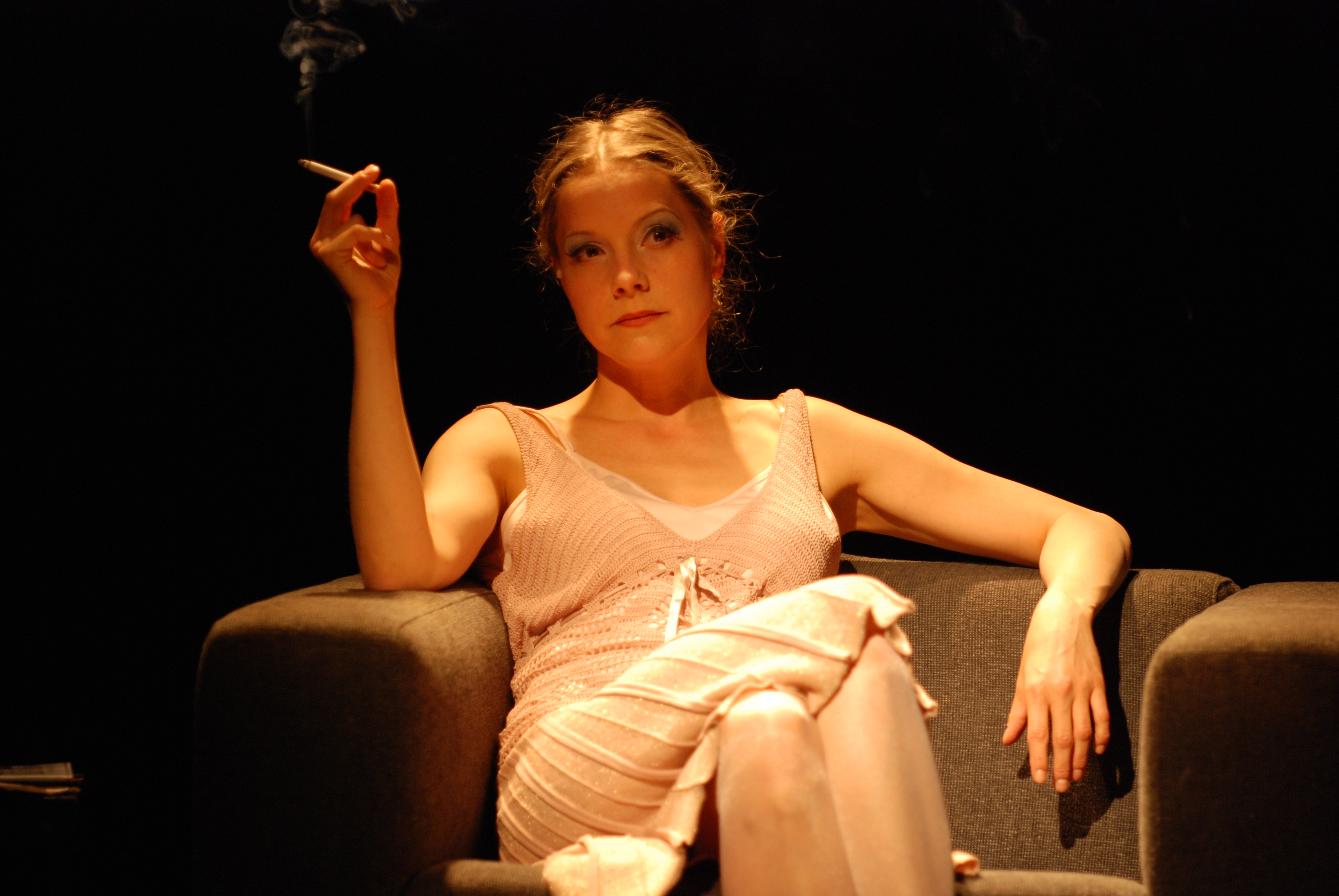
Romy Schneider – Zwei Gesichter einer Frau – Chris Pichler Solo

Von 2015 bis 2018 war Chris Pichler bei den Ruhrfestspielen Recklinghausen mit ihren Soloabenden „Romy Schneider – Zwei Gesichter einer Frau“,„Ich – Marilyn“ und „Sissi goes Elisabeth – Kaiserin der Herzen“ zu Gast. 2018 startete die Reihe KuratierteLiteratur@ChrisPichler – eine Literaturreihe, die Chris Pichler im Auftrag des Österreichischen Kulturforums Berlin entwickelt und realisiert.
Ihre langjährige Hörspielarbeit (bis 2008 wirkte sie in 40 Hörspielen des ORF mit, denen seither weitere folgen) führte sie mit der Regisseurin Regine Ahrem zusammen, mit der sie in der Trilogie „Hollywood on Air“, einer Livehörspielreihe, die weiblichen Hauptrollen bestreitet. In der „Bar jeder Vernunft“ Berlin und im Wiener Konzerthaus war sie 2015 und 2016 in „Verdacht“ zu sehen. Der Hollywoodklassiker „Die Wendeltreppe“ folgte 2017 ebenfalls im Konzerthaus Wien. Die Premiere des Hitchcock-Klassikers „Der Mieter“ hat am 22. Oktober 2019 ebenfalls im Konzerthaus Wien stattgefunden. Die ARD-Hörspieltage 2019 starteten mit dem Live-Hörspiel „Der Mieter“ nach Motiven des Hitchcock Stummfilm-Klassikers „The Lodger“. Nach ihrem Erfolg vor drei Jahren war die Truppe um die Schauspielerin Chris Pichler und ihren Kollegen Gerd Wameling erneut im ZKM Karlsruhe zu Gast.
Im Februar 2018 fand in Bonn die Uraufführung ihres neuen Soloprogramms „Sissi goes Elisabeth – Kaiserin der Herzen“ statt.  Sie gastierte damit in Berlin, bei den Ruhrfestspielen Recklinghausen, im Felsenkeller Köln Altenkirchen, im Staatstheater Wiesbaden und beim Internationalen Musiksommer Bad Schallerbach. Am 24. Januar 2019 eröffnete sie das Festival „Frozen Flowers“ im Stadttheater Gmunden und gab damit in Österreich ihre Premiere als Kaiserin Elisabeth.
Mit der musikalischen 20er-Jahre Revue „Noch ein Champagner und ich liege unter dem Gastgeber“ feierte sie Silvester 2018 am Staatstheater Wiesbaden. (Konzept, Regie, Gesang: Chris Pichler, Klavier: Otmar Binder, Special Guest: Jo van Nelsen)

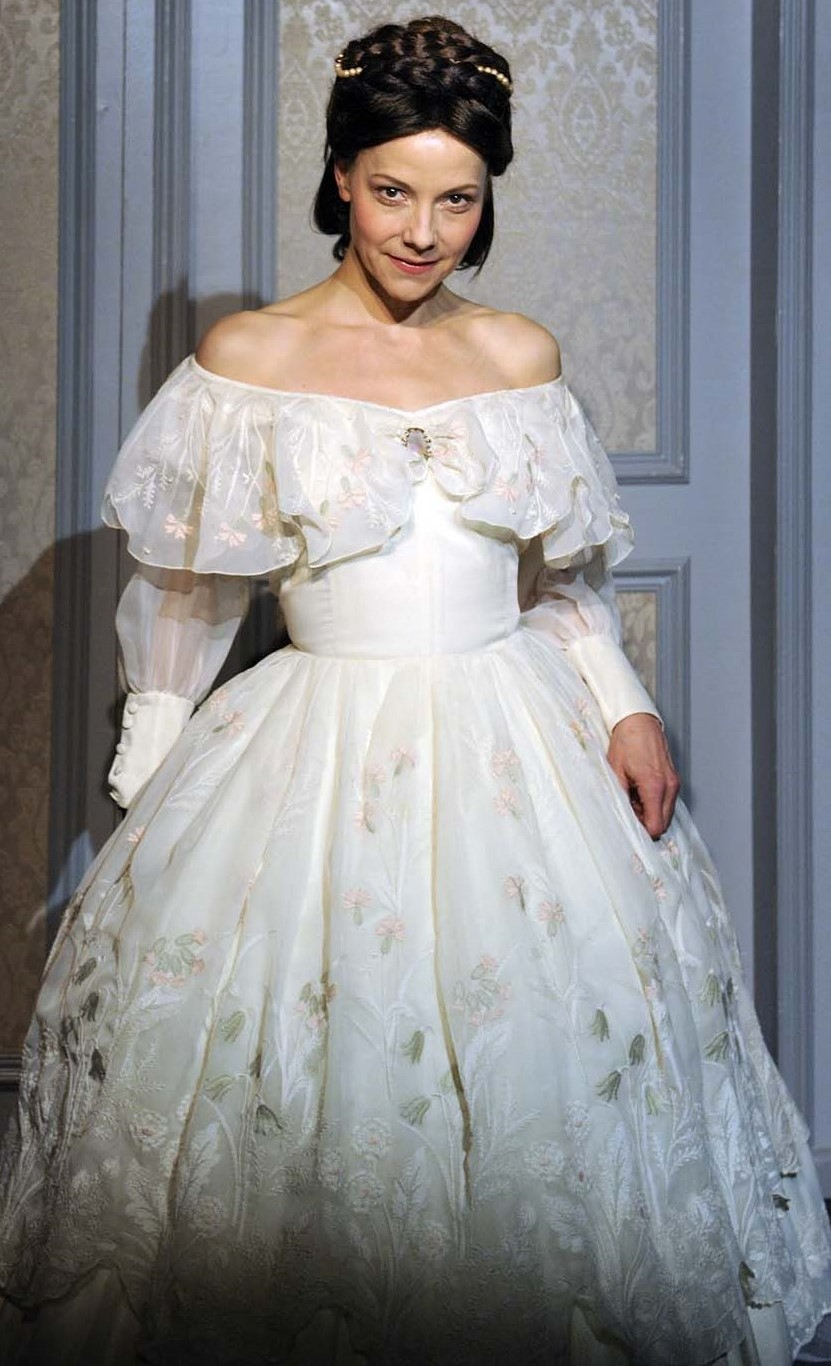
Sissi Sisi (Chris Pichler Solo)

Die Produktion „Die Schuhe der Braut“ (Hörspiel von Magda Woitzuck), in der sie eine Journalistin spielt, gewann den Deutschen Hörspielpreis der ARD 2018.
Chris Pichler hat einen Lehrauftrag für Schauspiel an der mdw Wien in der Opernklasse.
Am 11. Januar 2020 wurde „Lillipizz – der kleine Lipizzaner“ (ein Fantasie-Ritt für Sprecherin, Violoncello und Akkordeon) im Wiener Musikverein in der Reihe „Allegretto“ uraufgeführt. Nach „Der Gestiefelte Kater“ handelt es sich bereits um die zweite Auftragsarbeit für den Musikverein Wien – das Libretto wurde von Chris Pichler geschrieben, die die Geschichte vom Schaukelpferd, das auszieht, um ein Lipizzaner zu werden, auch erzählt.
Mit „Und grausig gutzt der Golz“ zum hr2-Hörfest im Hessischen Staatstheater Wiesbaden Mitte Januar 2020 boten Chris Pichler, Klaus Krückemeyer sowie Matthias Redlhammer vom hr2-RadioLiveTheater dem Publikum Wortakrobatik und Sprachspielereien mit Mimik. Sebastian W. Wagner zeichnete für die Geräusche verantwortlich und spielte Klavier, Peter Pichler rundete das Ganze mit den Klangfarben seines Trautoniums ab und Angelika Bierbaum moderierte den Abend.
Fest etabliert ist Chris Pichler im Programm des hr2-Kulturlunch im hr-Sendesaal Frankfurt. Auf „Und grausig gutzt der Golz“ mit dem Ensemble des hr2-RadioLiveTheater in 2018 folgte am 23. Februar 2020 „Bekenntnisse der Frau Schnaps - Beethovens Haushälterin“. Ein erfrischend ungewöhnlicher Blick auf den Menschen und Komponisten Beethoven, in dem Chris Pichler in die Rolle von Beethovens Haushälterin schlüpft. Basierend auf historisch belegten Zeitzeugnissen, Dokumenten, Konversationsheften und Briefen erzählt sie in einem Monolog aus unmittelbarer Nähe über Beethoven, sein Leben und Arbeiten. Kammermusik rundet das etwas andere Porträt des Komponisten ab. Im Januar 2021 folgt „Wien bleibt Wien“ zusammen mit Wolfi Berger.
Pichler lebt in Wien und Berlin.

## Rollen (Auswahl)
- Kalte Hände von Thomas Baum, Regie: Michael Gampe – Tochter
- Urfaust von Goethe, Regie: Manfred Karge – Gretchen
- Leonce und Lena von Georg Büchner, Regie: Manfred Karge – Lena
- Die Hose von Carl Sternheim, Regie: Katja Paryla – Luise Maske
- Der Kaufmann von Venedig von William Shakespeare, Regie: Hanan Snir – Jessica
- Iphigenie auf Tauris von Goethe, Regie: Katja Paryla – Iphigenie
- Die Ratten von Gerhart Hauptmann, Regie: Horst Schönemann – Piperkarcka
- Stella von Goethe, Regie: Wolfgang Maria Bauer – Stella (Karl-Skraup-Preis)
- Geschicht'n aus dem Wienerwald von Ödön von Horváth, Regie: Michael Gruner – Marianne
- Don Carlos von Friedrich Schiller, Regie: Niels Peter Rudolph – Königin Elisabeth
- Fräulein Pollinger von Ödön von Horváth, Regie: Michael Gruner – Agnes Pollinger
- Nashörner von Eugène Ionesco, Regie: Michael Schilhan – Fräulein Daisy
- Wölfe und Schafe von Alexander Nikolajewitsch Ostrowski, Regie: Zeno Stanek – Glafira
- König Ottokars Glück und Ende von Franz Grillparzer, Regie: Georg Schmiedleitner – Kunigunde
- norway.today von Igor Bauersima; Regie: Martin Schulze – Julie
- Affaire Lina Loos Regie: Jürgen Kaizik – Lina Loos[50]
- Nathan der Weise von Gotthold Ephraim Lessing, Regie: Hans Escher – Recha
- Kabale und Liebe von Friedrich Schiller, Regie: Martin Schulze – Luise
- Der tollste Tag von Peter Turrini, Regie: Josef Ernst Köpplinger – Susanne
- Amadeus von Peter Shaffer, Regie: Piet Drescher – Konstanze
- Kasimir und Karoline von Ödön von Horváth, Regie: Janusz Kica – Karoline
- Die Dreigroschenoper von Bertolt Brecht, Regie: Hans Gratzer – Polly
- Minna von Barnhelm von Gotthold Ephraim Lessing, Regie: Michael Gampe – Franziska
- Einsame Menschen von Gerhart Hauptmann, Regie: Harald Clemen – Käthe Vockerat
- Die Ortliebschen Frauen von Franz Nabl, Regie: Isabella Suppanz – Josefine
- Der Kirschgarten von Anton Tschechow, Regie: Uwe Eric Laufenberg – Warja
- Aufzeichnungen aus einer Doppelhaushälfte von Anna Behringer, Regie: Thirza Bruncken – Frau
- Die vierte Schwester von Janusz Głowacki, Regie: Isabella Suppanz – Tanja
- Torquato Tasso von Goethe, Regie: Frank Hoffmann – Prinzessin Leonore
- Reigen von Arthur Schnitzler, Regie: Helmut Wiesner – junge Frau
- Einer ist der Dumme  von Georges Feydeau, Regie: Isabella Suppanz – Madame Vatelin
- Die erotischen Erfolge des Monsieur R. von Georges Feydeau, Regie: Werner Schneyder – Lucienne
- Stützen der Gesellschaft von Henrik Ibsen, Regie: Alfred Kirchner – Betty Bernick
- Wahnfried. Bilder einer Ehe von Reinhard Baumgart, Regie: Jan Steinbach – Cosima Wagner
- Der Verdacht von Alfred Hitchcock, Regie: Regine Ahrem – Lina
- Der Prozess von Franz Kafka, Regie: Renate Loidolt – Leni, Frau Bürstner
- Bankier Borkmann von Henrik Ibsen, Regie: Alfred Kirchner – Fanny Wilton
- Brennendes Geheimnis von Stefan Zweig, Regie: Renate Loidolt – alle
- Die Dreigroschenoper von Bertolt Brecht, Regie: Thorleifur Örn Arnarsson – Mrs. Peachum
- Amok von Stefan Zweig, Regie: Renate Loidolt – Frau
- Der ideale Ehemann von Oscar Wilde, Regie: Tilo Nest – Laura Cheveley
- Liebesgeschichten Heiratssachen von Johann Nestroy, Regie: Helmut Wiesner – Lucia Distel
- Schau'n Sie sich das an! von Karl Farkas, Regie: Miguel Herz-Kestranek – Frau
- Ein Monat auf dem Lande von Iwan Turgenjew, Regie: Hermann Beil – Gesellschafterin

## Hörbücher (Auswahl)
- 2005: Stendhal: Rot und Schwarz – Regie: Marguerite Gateau, Hörspielbearbeitung: Helmut Peschina, (Deutschlandfunk Kultur/ORF), der HörVerlag, ISBN 978-3-89940-467-8
- 2007: Ulrich Hub: An der Arche um Acht – Regie: Andrea Getto (hr2-kultur) – hr2-Hörbuchbestenliste[51], Argon Sauerländer Audio, ISBN 978-3-8398-4572-1.
- 2007: Thomas Mann: Doktor Faustus – Regie: Leonhard Koppelmann (HR/BR), der Hörverlag, ISBN 978-3-86717-482-4.
- 2008: Heimito von Doderer: Die Strudlhofstiege – Regie: Robert Matejka, Hörspielbearbeitung: Helmut Peschina (NDR/ORF), der Hörverlag, ISBN 978-3-89940-986-4
- 2008: Detlef Michelers: Fragen Sie mich nicht, wie einsam ich bin. Romy Schneider – eine europäische Schauspielerin (NDR/WDR), der Hörverlag, ISBN 978-3-8445-0972-4.
- 2008: Jane Goodall, Peter Weber: Jane Goodall: Mein Leben, Galila Hörbuchverlag, ISBN 978-3-902533-15-9.
- 2008: Maurice Leblanc: Die Gräfin von Cagliostro oder Die Jugend des Arsène Lupin – Regie: Stefan Hilsbecher (Krimihörspiel – SWR), Der Audio Verlag, ISBN 978-3-89813-818-5
- 2008: Hermann Hesse: Der Steppenwolf – Regie: Christiane Ohaus – (hr2-kultur/RB), der Hörverlag, ISBN 978-3-86717-222-6.
- 2009: Erhard Schmied: Radiotatort (10) Gewehr bei Fuß (Krimi-Hörspiel) – Regie: Stefan Dutt (SR), der Hörverlag, ISBN 978-3-86717-336-0.
- 2009: Chris Pichler: Romy Schneider – Zwei Gesichter einer Frau: Eine ORF-Aufnahme (Hörspiel von und mit Chris Pichler nach Tagebuchaufzeichnungen von Romy Schneider herausgegeben von Renate Seydel), Langen Müller Verlag, ISBN 978-3-7844-4187-0 – ORF Hörspiel des Jahres 2008[52]
- 2009: Gustave Flaubert: Madame Bovary – Regie: Christiane Ohaus – (Hörspiel, 3 Teile – hr2-kultur/RB/DKultur), der HörVerlag, ISBN 978-3-86717-454-1
- 2010: Agatha Christie: Acht Hercule Poirot Krimis – Regie: Stefan Hilsbecher (SWR/MDR), der Hörverlag, ISBN 978-3-86717-609-5
- 2011: von Martin Haselböck/Chris Pichler/Martin Schwab/Orchester Wiener Akademie: Weltgebräuche – Requiem für Ernst Jandl, New Classical Adventure (NCA) – Membran Media GmbH, EAN 0885150602492
- 2011: Berndt Mosblech: Türkischer Sommer – Lyrik und Prosa in lyrischen Segmenten, Verlag Ralf Liebe, ISBN 978-3-944566-52-8.
- 2011: D. H. Lawrence: Lady Chatterley's Lover – Regie: Claudia Johanna Leist, Bearbeitung: Klaus Schmitz (Hörspiel – MDR Kultur), OSTERWOLDaudio, ISBN 978-3-86952-099-5.
- 2011: Friedrich Nietzsche: Gedichte – Dionysos-Dithyramben, Sinus Verlag, ISBN 978-3-905721-90-4
- 2012: Éric-Emmanuel Schmitt: Die Frau im Spiegel – Regie: Harald Krewer, Argon Verlag, ISBN 978-3-8398-1176-4.
- 2013: Francis Iles: Verdacht (Nach dem Roman „Before the Fact“) – Übersetzung, Bearbeitung und Regie: Regine Ahrem (Kriminalhörspiel Kunstkopf – RBB), OSTERWOLDaudio, ISBN 978-3-86952-217-3.
- 2013: Eva Menasse: Quasikristalle – Regie: Ralf Ebel; Katja Wanoth (Kulturradio RBB), Argon Verlag, ISBN 978-3-8398-1236-5.
- 2013: Émile Zola: Das Geld – Bearbeitung und Regie: Christiane Ohaus (Hörspiel, 3 Teile – RB/NDR/SR/DKultur), OSTERWOLDaudio, ISBN 978-3-86952-185-5.
- 2013: Richard Wagner – Eine Liaison in Zürich – Wesendonck-Lieder und Briefe – herausgegeben von Jens Neubert, Syquali Crossmedia, ISBN 978-3-9524105-3-0.
- 2015: Ethel Lina White: Die Wendeltreppe – Übersetzung, Bearbeitung und Regie: Regine Ahrem (Kriminalhörspiel Kunstkopf – RBB) – hr2-Hörbuchbestenliste[53], OSTERWOLDaudio, ISBN 978-3-86952-252-4.
- 2016: Aldous Huxley: Schöne neue Welt – Bearbeitung und Regie: Regine Ahrem (Hörspiel – RBB), Der Audio Verlag (DAV), ISBN 978-3-86231-837-7.
- 2018: Ute Welteroth: Abenteuer & Wissen: Wolfgang Amadeus Mozart – Wunderkind und Musikrebell – Regie: Theresia Singer, Mitarbeit: Henrik Albrecht, Headroom Verlag, ISBN 978-3-942175-88-3.
- 2018: Tom Hanks: Schräge Typen (aus dem Englischen von Werner Löcher-Lawrence) – Regie: Harald Krewer, OSTERWOLDaudio, ISBN 978-3-86952-372-9.
- 2018: Marie Belloc Lowndes: Der Mieter – Übersetzung, Bearbeitung und Regie: Regine Ahrem (Kriminalhörspiel Kunstkopf – RBB), OSTERWOLDaudio, ISBN 978-3-86952-384-2.

## Hörspiele und Features (Auswahl)
- 2007: Christian Lerch: Meth – die Droge zum Selbermachen – Regie: Christian Lerch (Feature – ORF)
- 2007: Silke Scheuermann: Haus aus Stimmen – Regie, Bearbeitung und Komposition: Cathy Milliken und Dietmar Wiesner (Hörspiel – HR/SWR/Deutschlandfunk Kultur/ZKM Karlsruhe)
- 2007: Eva Brunner: Blauensee – Hörspielbearbeitung und Regie: Fritz Zaugg (Produktion SRF) – Prix Suisse als bestes Hörspiel 2008[54]
- 2008: Adolf Schröder: Mutter Hamburg – Regie: Heinz von Cramer (Hörspiel – DKultur)
- 2008: Carl Djerassi: Vier Juden auf dem Parnass – Regie: Harald Krewer (Hörspiel – ORF)
- 2008: Paula Köhlmeier: Von Menschen, die sich fressen – Bearbeitung und Regie: Susanne Amatosero (Hörspiel – Produktion WDR/ORF/Deutschlandfunk Kultur)
- 2008: Ivana Sajko: Bombenfrau (politisch-satirischer Theatermonolog) – Regie: Radovan Grahovac (Hörspiel – ORF)
- 2008: Philip Scheiner: a-Moll – eine Annäherung auf weißen Tasten – Regie: Philip Scheiner (Feature – ORF) – Prix Italia in der Kategorie „Musik“ 2008[55]
- 2009: Magda Woitzuck: DogGod – Regie: Peter Kaizar, Philip Scheiner (Hörspiel – ORF)[56] – Prix Europa und ORF-Hörspiel-Kritikerpreis 2010[57][58]
- 2013: Mario Göpfert: Wecke niemals einen Schrat (nach dem gleichnamigen Buch von Wieland Freund) – Regie: Klaus-Michael Klingsporn (Kinderhörspiel – Deutschlandfunk Kultur)
- 2014: Friedrich Bestenreiner/Erwin Koch: Agnes und ihr Kind – Regie: Harald Krewer (Hörspiel – ORF)
- 2015: Albert Wendt: Das tanzende Häuschen – Regie: Wolfgang Rindfleisch (Kinderhörspiel – Deutschlandfunk Kultur)
- 2015: David Vogel: Eine Wiener Romanze – Regie: Harald Krewer (Hörspiel, 2 Teile – ORF/Deutschlandfunk Kultur)
- 2018: Magda Woitzuck: Die Schuhe der Braut – Regie: Peter Kaizar, Philip Scheiner (Hörspiel – ORF) – Deutscher Hörspielpreis der ARD 2018[59][60]
- 2019: Rainer Link: Hypochonder Willkommen – Arztserien im Fernsehen – Regie: Volker Insel (Feature – MDR Kultur)[61]

## Veröffentlichungen
- CD Romy Schneider – Zwei Gesichter einer Frau

## Auszeichnungen
- 1997/98: Karl-Skraup-Preis in der Kategorie Bester Nachwuchs/Nebenrolle – für die Rolle Marianne in Geschichten aus dem Wienerwald[62]
- 2008: Prix Italia in der Kategorie „Musik“ für das Feature a-Moll – eine Annäherung auf weißen Tasten von Philip Scheiner[55]
- 2008: Prix Suisse in der Kategorie „Hörspiel“ für Blauensee von Eva Brunner[54]
- 2009: ORF Hörspielpreis in der Kategorie Schauspieler/-in des Jahres und Hörspiel des Jahres[63]
- 2009: Theaterpreis der Europäischen Kulturhauptstadt[64]
- 2009: Deutscher Kritikerpreis[65]
- 2010: Prix Europa – Special Commendation für DogGod von Magda Woitzuck und den ORF-Hörspiel-Kritikerpreis für das „künstlerisch anspruchsvollste und ansprechendste Hörspiel des Jahres 2009“[57][58]
- 2018: Deutscher Hörspielpreis der ARD 2018 für Die Schuhe der Braut von Magda Woitzuck[41]

## Filmografie (Auswahl)
- 1992: Der Nachbar
- 1994: Unsere Schule ist die beste
- 1994: Ärzte – Dr. Schwarz und Dr. Martin – Nahkampf
- 1994: Der Salzbaron
- 1999: Schlosshotel Orth – Fahrerflucht
- 2002: Gebürtig
- 2002: Julia – Eine ungewöhnliche Frau (Fernsehserie, fünf Episoden)
- 2003: SOKO Kitzbühel – Ein tiefer Fall
- 2003: Twinni
- 2004: Kommissar Rex – Nachts im Spital
- 2004: Der Elefant – Mord verjährt nie – Das Wunder von Braunsfeld
- 2004: Daphne
- 2006: Da wo es noch Treue gibt
- 2006: Herzdamen
- 2007: Blindflug
- 2008: Der Winzerkönig (Fernsehserie, vier Episoden)
- 2008: Romy Schneider – eine Frau in drei Noten – Frederic Baker
- 2009: Das andere Kleid – Christian Rathner (Dokufilm)
- 2010: Schnell ermittelt – Viktor Zacharias
- 2010: Unter Umständen – Andreas Kurz (Kurzfilm)
- 2010: Rattenkinder – Andreas Kurz (Kurzfilm)
- 2012: Reigen (TV Movie)
- 2014: Zeitungskino – Iris Moizi (Pilotfilm Cinevision)
- 2015: Wie Simon seinen Vater verlor – Michael Podogil (Kurzfilm)
- 2015: Alfred – Michael Podogil (Kurzfilm)
- 2016, 2023: SOKO Donau – Der Preis der Macht, Aussicht mit Mord